# Stefano Pascolini
Stefano Pascolini (Firenze, 29 marzo 1918 – Roma, 20 ottobre 1970) è stato un ammiraglio italiano, decorato di Medaglia d'oro al valor militare a vivente nel corso della seconda guerra mondiale.

## Biografia

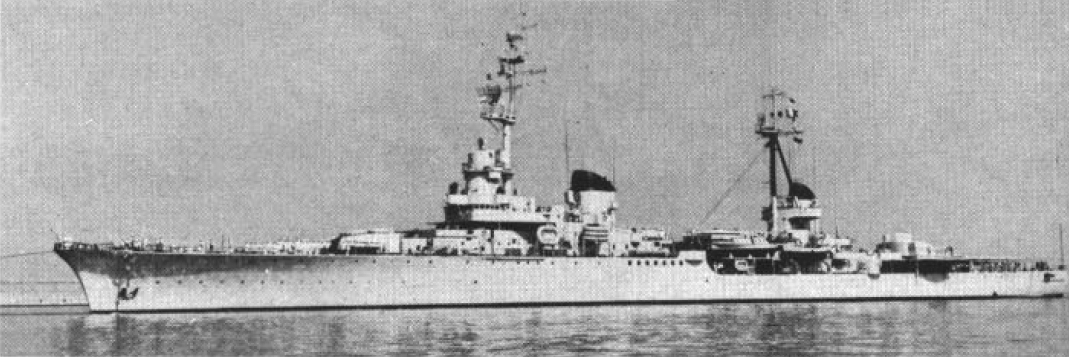
L'incrociatore leggero Raimondo Montecuccoli in una foto del 1962.

Nacque a Firenze il 29 marzo 1918, figlio del futuro generale Etelvoldo. Dopo aver frequentato il Liceo-Ginnasio classico Vittorio Alfieri di Torino,  nel 1936 si arruolò nella Regia Marina entrando come Allievo ufficiale nella Regia Accademia Navale di Livorno, da cui uscì con il brevetto di guardiamarina nel gennaio 1940 imbarcato sulla nave scuola Cristoforo Colombo.
All'atto dell'entrata in guerra del Regno d'Italia, avvenuta il 10 giugno 1940, si trovava imbarcato sulla nave da battaglia Conte di Cavour.
Promosso sottotenente di vascello nel settembre dello stesso anno, nel mese di novembre si imbarcò sul cacciatorpediniere Bersagliere. Dopo aver conseguito la specializzazione sulle armi subacquee, nel giugno 1941 fu assegnato alla 14ª Squadriglia della 2ª Flottiglia M.A.S.. Al comando del MAS 533 si distinse particolarmente in un combattimento contro un convoglio nemico avvenuto il 24 marzo 1941, venendo citato nel Bollettino di guerra del Comando Supremo  e decorato con la Medaglia d'oro al valor militare a vivente. Nel luglio 1942 ottenne la promozione a tenente di vascello, prestando servizio ancora sui MAS e poi sull'incrociatore leggero Giuseppe Garibaldi, dove rimase fino all'ottobre 1944, quando fu trasferito sulla torpediniera Calliope. Trasferito in servizio al Comando Scuola Gruppo Sommergibili di Brindisi, nel settembre 1945 fu assegnato a sovraintendere alla costituzione dei Gruppi Incursori Sommergibili (GIS) di Taranto, assumendo in successione il comando della corvette Flora, Bombarda e Urania.
Nel gennaio 1952 fu promosso capitano di corvetta e trasferito al Ministero-Consiglio superiore delle forze armate, e nel maggio 1958 divenne Consigliere militare aggiunto del Presidente della Repubblica Giovanni Gronchi. Divenuto capitano di fregata nel gennaio 1960, nel maggio dello stesso anno fu nominato vicecomandante dell'incrociatore leggero Raimondo Montecuccoli, e nel mese di settembre comandante della fregata Aldebaran. Il 13 novembre 1961 entrò in servizio come insegnante di arte militare marittima presso la Scuola di guerra di Civitavecchia. Il 1 gennaio 1963 fu promosso capitano di vascello, e successivamente fu assegnato al Centro Alti Studi Militari. Promosso contrammiraglio, si spense a Roma il 20 ottobre 1970.

### Fonti
1. 1 2 3 4 5 6 7 8 9 10 11  Alberini, Prosperini 2015, p. 402.
2. 1 2 3 4 5 6  Combattenti Liberazione.
3. ↑  Sito web del Quirinale: dettaglio decorato.